# Stanisław Nowicki (ur. 1890)
Stanisław Nowicki (ur. 25 marca 1890 w Telechanach, zm. po 10 czerwca 1933) – polski rolnik, porucznik artylerii Wojska Polskiego, kawaler Orderu Virtuti Militari.

## Życiorys
Urodził się 25 marca 1890 w Telechanach, ówczesnym miasteczku powiatu pińskiego guberni mińskiej, w rodzinie Józefa, dzierżawcy majątku ziemskiego, i (..)ifalii z Dworakowskich. Ukończył sześć klas szkoły realnej w Wilnie i szkołę rolniczą w Pskowie.
W latach 1914–1918 służył w armii rosyjskiej. W 1915, po ukończeniu szkoły oficerskiej artylerii w Odessie, został przydzielony do artylerii fortecznej w Brześciu, a po wycofaniu z twierdzy brzeskiej, do 4 pułku artylerii oblężniczej (ros. 4-й осадный артиллерийский полк) na stanowisko dowódcy 24 baterii. Walczył przeciwko Niemcom pod Rygą, został kontuzjowany i przez trzy tygodnie leczył się w szpitalu w Pskowie. Później został przeniesiony do nowo sformowanego dywizjonu artylerii ciężkiej w Kazaniu na stanowisko dowódcy 16 baterii. W 1918 opuścił armię rosyjską i wyjechał do Brześcia. Przyjął posadę administratora majątku Ruda Książęca należącego do spadkobierców księżnej Marii Łyszczyńskiej Trojekurowej.
17 sierpnia 1920 jako ochotnik wstąpił do I dywizjonu 216 pułku artylerii polowej ochotników kresowych i objął dowództwo 1 baterii. 9 października 1920 walczył z Litwinami nad rzeką Waka. 16 października tego roku wyróżnił się w walce z Litwinami pod Sejmnanami. Dwa dni później stoczył kolejną walkę pod folwarkiem Wieliczkowo. W styczniu 1921 był bezterminowo urlopowany i skierowany do Bydgoszczy na kursy rolnicze. 19 kwietnia 1921 na placu Łukiskim w Wilnie został odznaczony Orderem Virtuti Militari przez marszałka Józefa Piłsudskiego. 8 stycznia 1924 został zatwierdzony w stopniu porucznika ze starszeństwem z 1 czerwca 1919 i 1102. lokatą w korpusie oficerów rezerwy artylerii. Posiadał wówczas przydział w rezerwie do 9 pułk artylerii ciężkiej w Siedlcach. W 1934, jako oficer rezerwy pozostawał w ewidencji Powiatowej Komendy Uzupełnień Brześć. Miał przydział do Oficerskiej Kadry Okręgowej Nr IX. Był wówczas w grupie oficerów „powyżej 40 roku życia”.
Po zwolnieniu z wojska wrócił do Rudy na zajmowane poprzednio stanowisko. W 1926 został zatrudniony w Urzędzie Ziemskim na stanowisku podkomisarza ziemskiego w Kobryniu, a później przyjął od Antoniego Jundziłła posadę administratora majątku Iwacewicze. Od kwietnia 1932 był wójtem gminy Wielkoryta. Pełnił także funkcję prezesa Rady Nadzorczej Spółdzielni w Mokranach. W ramach osadnictwa wojskowego otrzymał działkę we wsi Mokrany.
Był żonaty, miał syna Aleksandra (ur. 1 kwietnia 1923).

## Ordery i odznaczenia
- Krzyż Srebrny Orderu Wojskowego Virtuti Militari nr 5856[22][23][24]
- Krzyż Zasługi Wojsk Litwy Środkowej nr 437 – 3 marca 1926[25][26]
- Order Świętej Anny 4 stopnia z napisem „Za odwagę” – 11 października 1916[6]